# Alseodaphne
Alseodaphne är ett släkte av lagerväxter. Alseodaphne ingår i familjen lagerväxter.

## Dottertaxa tillAlseodaphne, i alfabetisk ordning[1]
- Alseodaphne albifrons
- Alseodaphne andersonii
- Alseodaphne archboldiana
- Alseodaphne bancana
- Alseodaphne birmanica
- Alseodaphne borneensis
- Alseodaphne canescens
- Alseodaphne coriacea
- Alseodaphne dura
- Alseodaphne elmeri
- Alseodaphne elongata
- Alseodaphne foxiana
- Alseodaphne garciniicarpa
- Alseodaphne glauciflora
- Alseodaphne glaucina
- Alseodaphne gracilis
- Alseodaphne griffithii
- Alseodaphne habrotricha
- Alseodaphne hainanensis
- Alseodaphne himalayana
- Alseodaphne hokouensis
- Alseodaphne huanglianshanensis
- Alseodaphne insignis
- Alseodaphne intermedia
- Alseodaphne keenanii
- Alseodaphne kochummenii
- Alseodaphne lanuginosa
- Alseodaphne longipes
- Alseodaphne macrantha
- Alseodaphne marlipoensis
- Alseodaphne micrantha
- Alseodaphne montana
- Alseodaphne nicobarica
- Alseodaphne nigrescens
- Alseodaphne oblanceolata
- Alseodaphne obovata
- Alseodaphne owdenii
- Alseodaphne paludosa
- Alseodaphne panduriformis
- Alseodaphne peduncularis
- Alseodaphne pendulifolia
- Alseodaphne perakensis
- Alseodaphne petiolaris
- Alseodaphne philippinensis
- Alseodaphne ramosii
- Alseodaphne reticulata
- Alseodaphne rhododendropsis
- Alseodaphne ridleyi
- Alseodaphne rubriflora
- Alseodaphne rubrolignea
- Alseodaphne rugosa
- Alseodaphne semecarpifolia
- Alseodaphne siamensis
- Alseodaphne sichourensis
- Alseodaphne suboppositifolia
- Alseodaphne sulcata
- Alseodaphne tomentosa
- Alseodaphne tonkinensis
- Alseodaphne umbelliflora
- Alseodaphne utilis
- Alseodaphne velutina
- Alseodaphne wrayi
- Alseodaphne yunnanensis